# اثر کواندا

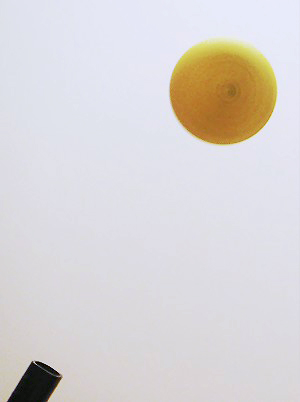
یک توپ پینگ‌پنگ که به کمک اثر کواندا (در کنار اثر مگنوس) در هوا معلق نگه داشته شده است.

اثر کوآندا (به انگلیسی: Coandă effect) عنوان پدیده‌ای در مکانیک شاره‌ها است که مطابق آن شاره‌های جتی که در راستای خط راست از نزدیکی یک سطح خمیدهٔ کوژ می‌گذرند، به سمت آن سطح متمایل می‌شوند. علت این پدیده آن است که بر اثر انتقال تکانهٔ تلاطمِ جت به هوایِ بین سطح و جت، این بخش از هوا شتاب می‌گیرد، اما به علت وجود سطح و مانع‌شدن آن از جایگزین‌شدن هوا، فشار در آن ناحیه کاهش می‌یابد که خود منجر به کشیده‌شدن شارهٔ جت به سمت این ناحیه می‌شود.
این پدیده در سال ۱۹۱۰ میلادی توسط آنری ماری کواندا شناخته شد.